# Amitermes meridionalis
Amitermes meridionalis là một chi mối trong họ Termitidae. Chúng là loài đặc hữu của vùng Bắc Úc.